# The Black Parade
The Black Parade är My Chemical Romances tredje studioalbum, och uppföljaren till deras succéskiva Three Cheers For Sweet Revenge. Albumet släpptes den 24 oktober. Albumets tema är döden, men även människans dödlighet. Konceptet för skivan följer historien om en ung man som är döende i cancer, The Patient. 

## Låtlista
1. The End. - 1:52
2. Dead! - 3:15
3. This Is How I Disappear - 3:59
4. The Sharpest Lives - 3:20
5. Welcome to the Black Parade – 5:11
6. I Don't Love You - 3:58
7. House of Wolves - 3:04
8. Cancer - 2:22
9. Mama - 4:38
10. Sleep - 4:43
11. Teenagers - 2:41
12. Disenchanted - 4:55
13. Famous Last Words - 4:59
14. Blood [Hidden Track] - 2:53

### Singlar
- Welcome to the Black Parade (2006)
- Famous Last Words (2007)
- I Don't Love You (2007)
- Teenagers (2007)

### B-sidor
- Heaven Help Us - 2:54
- My Way Home Is Through You - 2:59
- Kill All Your Friends - 4:28

## Annat
- Albumet troddes från början bli kallat The Rise and Fall of My Chemical Romance, men bandet konstaterad detta att vara ett skämt.
- Några av låtarna hade andra titlar från början, "The End." hette "Father", "I Don't Love You" är en förkortning för "I Don't Love You Like I Did", och "Disenchanted" hette "Shut Up and Play". Låten "Welcome to the Black Parade" kallades ursprungligen "The Five Of Us Are Dying".